# Cine de Togo
El cine de Togo se refiere, en un sentido amplio, a la actividad de producción, distribución y exhibición de películas realizada en Togo o considerada por alguna razón perteneciente a ese país. El cine empezó en la región que actualmente ocupan las repúblicas de Togo y de Ghana cuando era una colonia alemana llamada Togolandia y era visitada por cineastas de ese país.
Durante la Primera Guerra Mundial, tropas francesas y británicas derrotaron a las de Alemania y al terminar el conflicto los franceses se quedaron con la Región oriental –actual Togo- y los británicos con la Región occidental -Togolandia Británica-, que forma parte de la actual Ghana.

## Cine en el período colonial
En 1887 se fundó la DKG –Asociación Colonial Alemana- que reunía a varias asociaciones patrióticas y tenía entre sus fines la promoción de la colonización alemana y la conservación de la identidad alemana en el extranjero; mantenía una relación estrecha con la oficina gubernamental KA –Departamento Colonial de Asuntos Exteriores- y  poco antes de iniciarse la Primera Guerra Mundial tenía 43244 miembros y cientos de filiales locales. Medidas tales como impuestos, reclutamiento forzado de trabajadores y maltrato físico ocasionaron a comienzos del siglo XX rebeliones nativas en las colonias alemanas en África, muriendo 65000 nativos conforme cifras oficiales que, probablemente, se elevaran entre 250 y 300 mil al incluir los que morían por hambre y enfermedades, además de soldados y colonos alemanes. En Togo, que era considerada una colonia modelo, no hubo tales revueltas pese a que las condiciones eran las mismas. Preocupada por el desinterés que observaba en los ciudadanos alemanes acerca de las colonias en África –debido principalmente a las denuncias de atrocidades cometidas contra los nativos, corrupción política y a la ausencia de beneficios económicos- la DKG trataba de modificar esa visión con la publicación de folletos y mapas, conferencias, comunicados de prensa, proyección de fotografías, etc. En 1904 fue contactada por el cineasta aficionado Carl Müller que les propuso que apoyaran un viaje a África durante el cual haría filmaciones destinadas a ser proyectadas en Alemania en forma acorde a los fines de la DKG, al mismo tiempo que exhibiría películas ante el público africano para mostrar el poderío de Alemania e infundir confianza hacia ese país. La DKG no otorgó apoyo económico pero sí cartas de presentación dirigidas a las autoridades locales. Müller hizo un primer viaje entre octubre de 1904 y febrero de 1905 y como resultara exitoso, propuso a la DKG y a la KA que le proveyeran de transporte, escolta militar, traductor y subsidio para otra expedición. Como en el caso anterior, recibió notas de presentación pero ninguna ayuda material y partió con 3000 metros de película virgen, esta vez acompañado por el fotógrafo Max Burghard como asistente técnico lo que permitió mejorar la calidad del material. El viaje realizado entre enero y marzo de 1906 incluyó una estadía en Togo; Müller filmó escenas en Lomé donde se ven el mercado, el puerto y la estación de ferrocarril, después viajó en tren a una plantación de algodón donde registró la plantación, cosecha y transporte del mismo, también incluyó escenas de niños negros en la escuela y en campos deportivos. y al regresar a Alemania, realizó múltiples exhibiciones del material ante diversos públicos, incluyendo grupos de escolares, mostrando los logros económicos y técnicos alcanzados por las colonias. Por esa época hubo antropólogos como Karl Weule del Museo de Antropología de Leipzig que encontraron útil para sus investigaciones hacer filmaciones de los nativos y el gobernador colonial de Togolandia y el explorador Adolf Friedrich,  proporcionó un estímulo más sistemático para la filmación colonial desde 1912 hasta 1914. 
Hans Schomburgk visitó Togo por primera vez en 1913 a 1914, trabajando con el camarógrafo británico James S. Hodgson y la actriz Meg Gehrts. Justo antes de comenzar la guerra de 1914, cruzó con el camarógrafo George Baüli Liberia a Togo y filmó varios documentales entre los cuales se encuentra Unsere Polizeirrupe in Togo y aunque el estallido de la Primera Guerra Mundial condujo a que la mayor parte de su material fuera confiscado y se perdiera, conservó el suficiente para componer una serie de cortometrajes que estrenó entre 1916 y 1917. Im Deutschen Sudan de Schomburgk -En el Sudán alemán- fue un largometraje documental de 1917 que se utilizó para propaganda colonial.
La autonomía del Gran Líbano respecto de Siria fue requerida por la delegación del Monte Líbano el 20 de mayo de 1919 con la protección de Francia,  para salvaguardar la comunidad cristiana maronita, dominante en el territorio libanés en ese momento Después que Francia venciera a las fuerzas sirias que se le oponían, el general  Henri Joseph Eugène Gouraud, representante de la autoridad francesa del mandato otorgado por la Sociedad de las Naciones sobre Siria proclamó el 1° de septiembre de 1920 el Estado del Gran Líbano. Una de las consecuencias de este cambio político fue acentuar la migración de libaneses hacia África, en especial a los territorios gobernados por Francia, que se venía desarrollando desde siglos anteriores.ref p.25-26 Los libaneses se dedicaban al comercio y al aparecer el cine pasaron a dominar el tráfico de películas si bien la exhibición –con material proveniente en su mayoría de Estados Unidos y Francia- estaba dirigida a la población blanca que era la que disponía de los medios económicos para costear ese entretenimiento. A comienzos de la década de 1930 el comisionado francés para Togo, Robert de Guise transmitió a sus superiores su preocupación porque los habitantes nativos –a quienes ninguna ley prohibía ver cine- lo hacían mediante la organización de reuniones privadas en sus casas e incluso en comercios de otros ramos, como los cafés. Recién en esa época, y a instancias de las autoridades coloniales, se comenzó a advertir en los círculos oficiales de Francia la utilidad del cine como herramienta política. Así como los misioneros iban provistos de sus proyectores de películas, los filmes podían servir para mostrar a los nativos unas realidades que diferían de las que se difundían oficialmente.
Al ir avanzando la década de 1930 más salas de cine se iban construyendo en África y más africanos veían películas e incluso actuaban como distribuidores. Después de un intenso debate interno apareció en 1934 el decreto Laval –nombrado así con referencia a Pierre Laval, por entonces Ministro de Colonias y futuro colaboracionista nazi- que para la “conservación de las costumbres y tradiciones nacionales y locales” establecía la necesidad de un permiso previo para cada filme a exhibir, a cargo de comisiones ubicadas en cada uno de los territorios. Como consecuencia de ello las únicas producciones independientes rodadas en las décadas de 1930 y 1940 en las colonias francesas fueron las de dos directores franceses, Jean Rouch y René Vautier, con fines etnográficos de estudio antropológico. Así quedaba establecida una política cinematográfica para los territorios africanos que subsistió después hasta pasada la Segunda Guerra Mundial. El nuevo régimen apuntaba a: 1) controlar qué películas podían ser exhibidas en cada territorio; 2) controlar qué material “acerca de las colonias africanas” podía ser visto fuera de ellas y 3) establecer para África Occidental un régimen de permisos con los cuales el Estado intervenía directamente en el negocio de la distribución y comercialización que ya entonces –y hasta pasada la Segunda Guerra Mundial- era prácticamente monopolizado por dos compañías, COMACICO y SECMA, que eran propietarias de la mayoría de las salas de cine y que en algunos casos influyeron para impedir la apertura de nuevas salas competitivas. No obstante la regulación, en los hechos siguió el tráfico y exhibición clandestina de películas.

## Cine después de la independencia
El 30 de agosto de 1956 Togo pasó a ser una república autónoma dentro de la Unión Francesa y en comicios celebrados en abril de 1958 los ciudadanos optaron por una completa independencia, que se concretó el 27 de abril de 1960. En 1976 fue creado el Servicio de Cine y de las Actualidades Audiovisuales (CINEATO) para producir noticiarios y documentales. A partir de 1993 el cine comenzó un período de crisis producida por la supresión de los aportes que enviaba la Organización Internacional de la Francofonía y hubo muchos cierres de salas de cine y de distribuidoras.